# Església de Sant Feliu de Boada
Sant Feliu és l'església parroquial al nucli de Sant Feliu de Boada, al municipi de Palau-sator (Baix Empordà), inclosa en l'Inventari del Patrimoni Arquitectònic de Catalunya.
L'església de Sant Feliu de Boada apareix documentada des del segle xi com a possessió del monestir de Sant Esteve de Banyoles. L'edifici actual data del segle xvi, i va ser bastit en estil gòtic tardà. Conservava alguns elements de l'antiga església romànica dels segles x i xi a la part baixa de l'absis. La sagristia va ser construïda en els segles XVII-XVIII.
Es troba elevada respecte del nivell del carrer. És un edifici d'una nau amb capelles laterals al mur nord o absis poligonal de tres costats. La porta d'accés és allindada, amb un timpà superior d'arc ogival amb motllures; hi són remarcables les dues impostes, amb relleus que representen animals alats, tot i que l'esquerra és l'única ben conservada. A la part superior hi ha un òcul atrompetat i el conjunt es corona amb un campanar de paret amb quatre obertures d'arc de mig punt; a la part inferior d'una de les obertures es conserva un matacà. A la banda dreta de la façana hi ha una torre de base quadrada i obertures rectangulars. El temple conserva restes de la fortificació.